# Ki (kana)
き in hiragana o キ in katakana è un kana giapponese e rappresenta una mora. La sua pronuncia è  /ki/.
| Forme                               | Rōmaji              | Hiragana             | Katakana             |
| ----------------------------------- | ------------------- | -------------------- | -------------------- |
| Normale k- (か行 ka-gyō)            | ki                  | き                   | キ                   |
| Normale k- (か行 ka-gyō)            | kii kī              | きい, きぃ きー      | キイ, キィ キー      |
| yōon ky- (きゃ行 kya-gyō)           | kya                 | きゃ                 | キャ                 |
| yōon ky- (きゃ行 kya-gyō)           | kyaa kyā, kyah      | きゃあ きゃー        | キャア キャー        |
| yōon ky- (きゃ行 kya-gyō)           | kyu                 | きゅ                 | キュ                 |
| yōon ky- (きゃ行 kya-gyō)           | kyuu kyū            | きゅう きゅー        | キュウ キュー        |
| yōon ky- (きゃ行 kya-gyō)           | kyo                 | きょ                 | キョ                 |
| yōon ky- (きゃ行 kya-gyō)           | kyou kyoo kyō, kyoh | きょう きょお きょー | キョウ キョオ キョー |
| dakuten g- (が行 ga-gyō)            | gi                  | ぎ                   | ギ                   |
| dakuten g- (が行 ga-gyō)            | gii gī              | ぎい, ぎぃ ぎー      | ギイ, ギィ ギー      |
| yōon + dakuten gy- (ぎゃ行 gya-gyō) | gya                 | ぎゃ                 | ギャ                 |
| yōon + dakuten gy- (ぎゃ行 gya-gyō) | gyaa gyā, gyah      | ぎゃあ ぎゃー        | ギャア ギャー        |
| yōon + dakuten gy- (ぎゃ行 gya-gyō) | gyu                 | ぎゅ                 | ギュ                 |
| yōon + dakuten gy- (ぎゃ行 gya-gyō) | gyuu gyū            | ぎゅう ぎゅー        | ギュウ ギュー        |
| yōon + dakuten gy- (ぎゃ行 gya-gyō) | gyo                 | ぎょ                 | ギョ                 |
| yōon + dakuten gy- (ぎゃ行 gya-gyō) | gyou gyoo gyō, gyoh | ぎょう ぎょお ぎょー | ギョウ ギョオ ギョー |

| (kya) | (きゃ) | (キャ) |
| (kyi) | (きぃ) | (キィ) |
| (kyu) | (きゅ) | (キュ) |
| kye   | きぇ   | キェ   |
| (kyo) | (きょ) | (キョ) |

| (gya) | (ぎゃ) | (ギャ) |
| (gyi) | (ぎぃ) | (ギィ) |
| (gyu) | (ぎゅ) | (ギュ) |
| gye   | ぎぇ   | ギェ   |
| (gyo) | (ぎょ) | (ギョ) |

## Scrittura

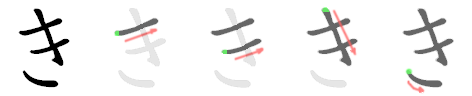
Stile di scrittura di き

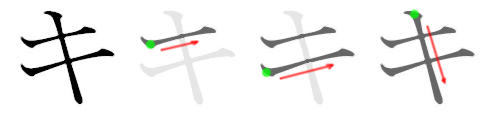
Stile di scrittura di キ

## Rappresentazione in altri sistemi di scrittura
Nel linguaggio Braille giapponese, き o キ è rappresentato come:
| ●  | － |
| ●  | － |
| － | ●  |

Il Codice Wabun per き o キ è －・－・・.